# Abrazija (medicina)
Abrazija ali čiščenje, strganje maternične votline pomeni, da z inštrumentom postrgamo sluznico maternične votline. To lahko stori zdravnik z namenom prekinitve nosečnosti ali za odvzem tkiva za histološke preiskave ter za odstranjevanje tvorb v maternici. Poseg se naredi v anesteziji (lokalni ali splošni). To je enodneven postopek in zahteva kakšen dan ali dva bolniškega staleža.